# تام تایلر
تام تایلر (انگلیسی: Tom Tyler؛ ‏ ۹ اوت ۱۹۰۳ – ۳ مهٔ ۱۹۵۴) یک هنرپیشه اهل ایالات متحده آمریکا بود. وی بین سال‌های ۱۹۲۴ تا ۱۹۵۳ میلادی فعالیت می‌کرد.
از فیلم‌هایی که وی در آن نقش داشته است، می‌توان به جزیره اسرارآمیز، بر باد رفته، دلیجان، او یک روبان زرد زد، خون در ماه و افتخار دیگر ارزشی ندارد اشاره کرد.

## مرگ
تایلر که از آرتریت روماتوئید شدید رنج می برد و تقریباً فقیر بود، به همترامک بازگشت و در آخرین سال زندگی خود با خواهرش کاترین اسلپسکی زندگی کرد. او در 1 مه 1954 در سن 50 سالگی بر اثر نارسایی قلبی و عوارض ناشی از اسکلرودرمی درگذشت. او در قبرستان کوه الیوت در دیترویت به خاک سپرده شد. 